# Катерлез (Керч)
Катерлез (Кидирлез, крим. Qıdırlez, також Японка, Японія) — місцевість Керчі, Україна, розташована на півночі міста.

## Опис
Знаходиться поблизу автовокзалу.
Основні вулиці: Роз'їзна, Польова, Керченська, Сільська, Петра Бодні.
Важливе значення має річка Катерлез. Влітку її береги майже на всьому протязі обрамлені зеленою стіною очеретів, де знаходять притулок дикі качки, птахи, а в глибині водяться карасі та піскарі. Згубний вплив антропогенної діяльності людини, вплив шуму, газів, стічних вод, відвалів, стихійних звалищ сміття завдає шкоди цьому урочищу вже понад 200 років.

## Історія
Окраїна Керчі (біля великого Японського поля) звідки мобілізованих солдат відправляли в 1904 році на Далекий Схід, стали іменувати Японією, простіше «Японка».
У 1990-х роках цей район називали Катерлез.